# Applied Engineering
Applied Engineering was een Amerikaanse producent van computerhardware en uitbreidingskaarten die in 1979 opgericht werd door Dan Pote. Het bedrijf was gevestigd in Carrollton (Texas). Applied Engineering produceerde aanvankelijk alleen producten voor de Apple II-familie maar bracht later ook producten voor Macintosh- en Commodore Amiga-computers op de markt. 

## Historiek
In de jaren tachtig was Applied Engineering een toonaangevende externe leverancier van Apple II-uitbreidingskaarten en -uitbreidingsopties die vaak noch door Apple Computer noch door andere externe leveranciers aangeboden werden. Het aanbod omvatte onder andere seriële en parallelle interfacekaarten, CPU-versnellerkaarten, geluidskaarten, RTC-kaarten en geheugenuitbreidingskaarten, maar ook interne harde schijven en modems.
Aan het begin van de jaren negentig, toen Apple de ondersteuning voor de Apple II-serie begon af te bouwen ten voordele van zijn Macintosh LC-reeks, begon de markt voor Apple II-hardware en -software af te nemen. In een poging om te profiteren van zijn naambekendheid begon Applied Engineering producten op de markt te brengen voor  Macintosh- en Commodore Amiga-computers. Door de late toetreding op deze sterk concurrerende markten kon Applied Engineering het succes van zijn Apple II-producten echter niet evenaren. In 1994 ging het bedrijf failliet.

## Producten

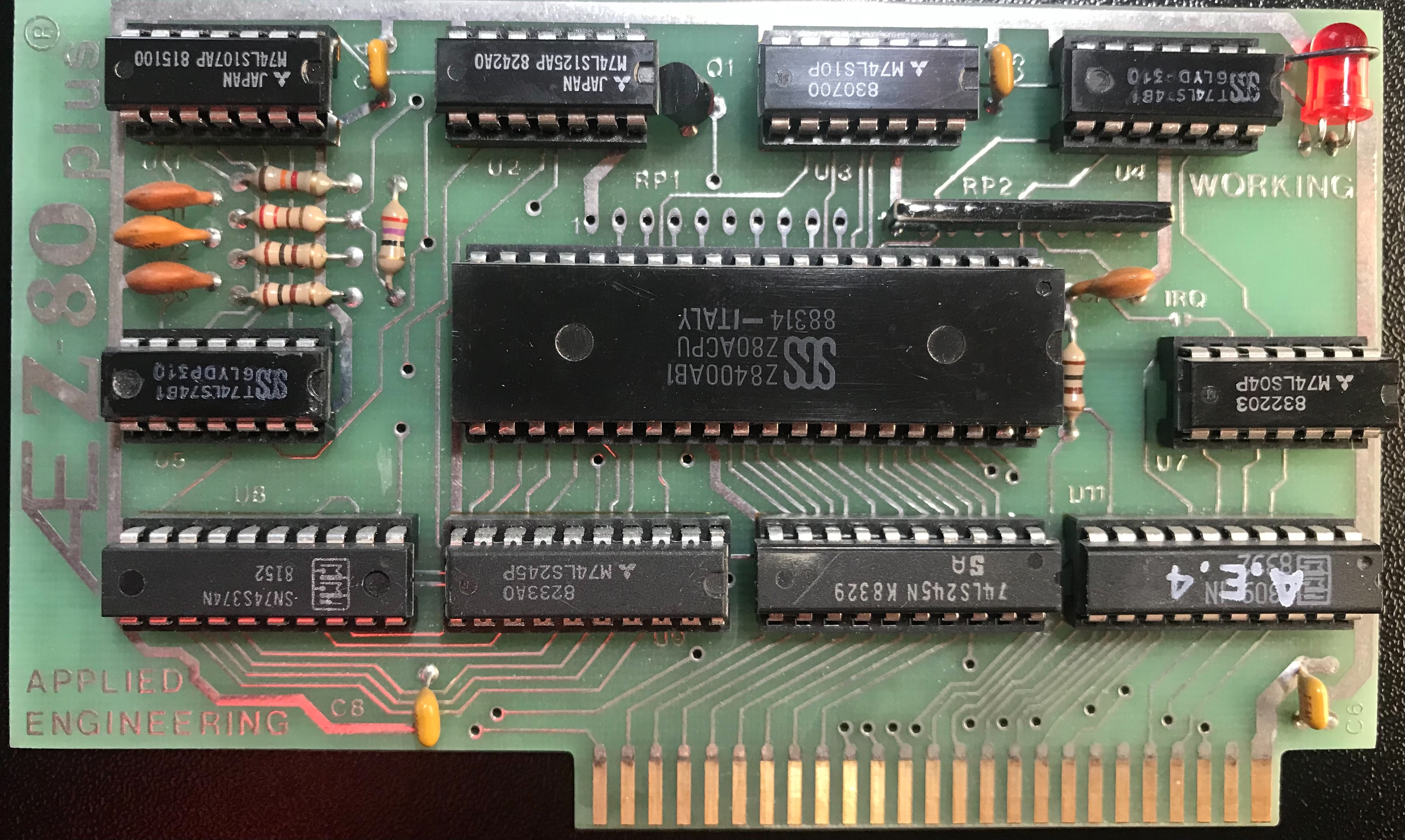
Applied Engineering Z-80 Plus uitbreidingskaart

Enkele van de bekendste producten van Applied Engineering voor de Apple II waren:
- RamWorks — geheugenuitbreidingskaart voor de Apple IIe
- TransWarp — CPU-versnellerkaart voor de Apple IIe en Apple IIGS
- Vulcan — interne harde schijf voor de Apple II-reeks
- PC Transporter — uitbreidingskaart op basis van een Intel 8086-compatibele NEC V30-processor waarmee Apple II's MS-DOS-programma's konden uitvoeren
- Z-80 Plus — uitbreidingskaart met een Z80-processor waarmee Apple II's CP/M-programma's konden uitvoeren

De TransWarp-familie van Apple II-versnellerkaarten bestond uit meerdere producten. De originele TransWarp voegde naast de standaard 1-MHz 6502 of 65C02 die in de Apple IIe gebruikt werd nog een extra 3,6 MHz-versie van de 65C02 toe die via software  in- en uitgeschakeld kon worden. De TransWarp werd later gevolgd door een TransWarp II met een 65C02 op meer dan 7 MHz. Er werd ook een TransWarp III aangekondigd met snelheden van 8 tot 12 MHz, maar deze is nooit daadwerkelijk in productie gegaan. Met de komst van de Apple IIGS kwam Applied Engineering met een TransWarp GS, die een versnelde versie leverde van de 65C816-processor waarop de IIGS was gebaseerd. In de jaren negentig bracht Applied Engineering ook TransWarp PDS-versnellerkaarten uit met een 68030-processor voor de Macintosh SE, Classic en LC. In 1994 kondigde Applied Engineering TransWarp-kaarten aan en met een 68040-processor voor de Macintosh II-reeks.
Applied Engineering was ook gekend voor zijn multifunctionele kaarten, waarvan de Serial Pro seriële interfacekaart een typisch voorbeeld was. Naast een standaard RS-232 seriële poort, bevatte de kaart een ProDOS-compatibele real-time klok, waardoor twee kaarten in één werden gecombineerd en een extra slot vrijkwam. Een ander bekend voorbeeld was de Z-RAM uitbreidingskaart voor de Apple IIc die een Z80-processor combineerde met een geheugenuitbreiding van 256 kB of 512 kB.